# Paraustrochernes victorianus
Espèce
Paraustrochernes victorianus est une espèce de pseudoscorpions de la famille des Chernetidae.

## Distribution
Cette espèce est endémique du Victoria en Australie.

## Étymologie
Son nom d'espèce lui a été donné en référence au lieu de sa découverte, le Victoria.

## Publication originale
- Beier, 1966 : On the Pseudoscorpionidea of Australia. Australian Journal of Zoology, vol. 14, no 2, p. 275-303.